# Barycnemis tarsator
Barycnemis tarsator là một loài tò vò trong họ Ichneumonidae.